# Streblosa tortilis
Streblosa tortilis är en måreväxtart som först beskrevs av Carl Ludwig von Blume, och fick sitt nu gällande namn av Pieter Willem Korthals. Streblosa tortilis ingår i släktet Streblosa och familjen måreväxter. Inga underarter finns listade i Catalogue of Life.